# Halydaia rufiventris
Halydaia rufiventris är en tvåvingeart som först beskrevs av Malloch 1930.  Halydaia rufiventris ingår i släktet Halydaia och familjen parasitflugor. Inga underarter finns listade i Catalogue of Life.